# Патканов, Керопэ Петрович
Керопэ́ Петро́вич Патка́нов (Патканя́н) (арм. Պատկանեան Քերովբէ Պետրոսի; 1833—1889) — российский историк-востоковед, филолог, арменист, специалист по армянским историческим источникам, армянской филологии и литературе.

## Происхождение
Предок К. П. Патканова, Тер-Петрос Минасиб (1678—1744) был священником армянской церкви в Константинополе. Его сын, Петрос Минасиб-оглы, также был священником, членом национального совета при патриархе. Сыновья Петроса получили хорошее образование, отец отправил их учиться в единственное в то время высшее армянское учебное заведение, ставшее впоследствии известным как Венецианская армянская академия: Михаил (1755—1844) женился на дочери богатого итальянца, унаследовал его фамилию Рэстен и стал знаменит своим трёхтомным «Врачебником Рэстен»; другой сын Серафим (1769—1836) переехал в Россию, где открыл первую армянскую школу в Тифлисе, преподавал в Астрахани (в Агабабовском городском училище) и издал стихи под названием «Песни Серовпе Варжапета Патканяна».
Один из сыновей Серафима, Гавриил (1802—1889), был магистром богословия и армянской словесности, проповедником, редактором-издателем газеты «Арарат», отцом армянского поэта Рафаэла Патканяна. Другой сын, Михаил (1814—1895) стал известен как армянский театральный деятель и драматург. Ещё один сын Серафима, Пётр (1808—?), отец Керопэ, был священником, энергичным проповедником христианской религии между армянами, жившими среди черкес и утратившими христианство; учредителем школы в Армавире; законоучителем и преподавателем армянского языка Ставропольской гимназии.
Мать Керопэ была дочерью священника, поэта и общественного деятеля Арутюна Аламдаряна, составителя «Краткого российско-армянского словаря» и деятельного сотрудника католикоса Нерсеса Аштаракского в деле учреждения духовного училища в Тифлисе.

## Биография
Керопэ Патканян родился 4 (16) мая 1833 года в Нахичевани-на-Дону. После Ставропольской гимназии, где преподавал его отец, учился на стипендию Санкт-Петербургской армянской церкви в Лазаревском институте восточных языков в Москве. Затем некоторое время был на камеральном факультете Дерптского университета, где настолько изучил немецкий язык, что стал делать переводы сочинений Гёте, Шиллера и др. В Дерптском университете он отличался радикализмом, «высмеивал консерваторов и создавал новые идеалы для переустройства жизни», из-за чего был лишён стипендии её учредителем Агафоном Давидовичем Акимовым, и был вынужден оставить университет. В 1852 году вернулся в Ставрополь, где поступил в выпускной класс гимназии с тем, чтобы получить право поступления в высшее учебное заведение.
В 1853 году, окончив гимназию, он поступил на историко-филологический факультет Санкт-Петербургского Главного педагогического института, который окончил в 1857 году (вместе с Н. А. Добролюбовым и Я. Т. Михайловским). Был направлен в Тифлис. В службе состоял с 28 апреля 1858 года; преподавал русский язык и словесность в Закавказском девичьем институте. В 1859 году вернулся в Санкт-Петербург.
Заинтересовался армянской литературой в такой степени, что в 1860 году выехал за границу с целью ознакомиться с источниками в библиотеках Венеции, Мюнхена, Парижа и Вены; в том же году поместил в «Записках Императорской Академии Наук» статью «Catalogue de la littérature arménienne, depuis le commencement du IV siècle jusque vers le milieu du XVII».
В 1861 году Императорский Санкт-Петербургский университет назначил его адъюнктом по кафедре армянской словесности. В 1863 году он получил степень магистра восточной словесности за диссертацию «Опыт истории династии Сасанидов по сведениям армянских источников», в 1864 году — степень доктора армянской словесности за «Исследование о составе армянского языка». С 1871 года — экстраординарный профессор Петербургского университета, с 1872 — ординарный.
С 1 января 1874 года состоял в чине действительного статского советника.
Кроме занятий исторической литературой, К. П. Патканов много трудился в области науки о языке. Еще в 1873 году на первом съезде ориенталистов им было сделано сообщение об изучении армянского языка во Франции и Германии и о Ванских клинообразных надписях: «Ванские надписи и значение их для истории передней Азии».
В 1882 году он был избран одним из редакторов журнала «Museon» в Лувене (Бельгия); в 1885 году, за учёные труды — членом корреспондентом Санкт-Петербургской академии наук.
Умер 2 (14) апреля 1889 года. Похоронен на Смоленском армянском кладбище Санкт-Петербурга. Его имя увековечено в Паткановской улице города.

## Награды
- орден Св. Станислава 2-й ст. (1863)
- орден Св. Анны 2-й ст. (1871)
- орден Св. Владимира 3-й ст. (1877)

### Издания на иностранных языках
- Catalogue de la littérature arménienne, depuis le commencement du IV siècle jusque vers le milieu du XVII // Bulletin de l’Académie Impériale des Sciences de St.-Pétersbourg. St.-Pétersbourg, 1860. T. II. P. 49–91.

### Переводы
- Анания Ширакаци Армянская География / Перевод на русский язык, с примечаниями и приложениями[8].
- Мовсес Каганкатваци Истории Агван: Пер. с арм.; [Предисл.: К. Патканьян]. — СПб.: тип. Акад. наук, 1861. — XVI, 376 с.
- История императора Иракла / Соч. еп. Себеоса, писателя VII века; Пер. с арм. [предисл. и примеч. К. Патканьяна]. — СПб.: тип. Акад. наук, 1862. — XVI, 216 с.
- Хронографическая история, составленная отцом Мехитаром, вардапетом Айриванкским / Пер. с арм. с предисл. и примеч. К. Патканова. — СПб.: тип. Акад. наук, 1869. — [4], 312—418 с. (Введение; текст 1; текст 2)
  - Мхитар Айриванкский (Айриванеци). Хронографическая история. — Директ-Медиа, 2010. — ISBN 978-5-99896626-2.

## Семья
С будущей женой Анной он познакомился в доме коммерсанта и общественного деятеля А. Д. Акимова, на стипендию которого некоторое время учился; он давал уроки армянского языка его детям. Женился летом 1858 года. Их сын: Серовбе (Серафим) Керопович Патканов (1860—1918) — российский статистик, экономист, этнограф.